# Obligațiuni de tezaur asimilabile
OAT (Obligations assimilables du Trésor) sau în limba română Obligațiuni de tezaur asimilabile sunt obligațiuni pe termen lung, cu scadențe cuprinse între 6 și 30 de ani de la emitere. Banca Franței emite, în numele guvernului francez, obligațiuni și certificate la purtător printr-un sistem de licitații pentru prețurile de cumpărare. De asemenea aceste obligațiuni sunt fungibile. Cupoanele pentru OAT-uri sunt plătite anual, iar rambursarea capitalului de bază se face în formă bullet (la scadență fixă). Metoda de calculare a dobânzii este Actual/Actual. Dobânda se calculează de la data tranzacției, și nu de la data de reglementare, acest lucru este o caracteristică a pieței franceze. 